# Knopligging
Knopligging (aestivatio, estivatie) is de ligging van de kelkbladen en de kroonbladen in een knop van een bloem. Hierbij valt de nadruk op de overlap van de randen van de verschillende segmenten (kelkbladen, kroonbladen). De knopligging kan gezien worden als bijzonder geval van de prefoliatie, waaronder ook ptyxis en vernatie begrepen worden.

## Typen knopligging
De knopligging is van belang van de beschrijving van de verschillende taxonomische eenheden als soort, geslacht en familie. Er worden verschillende wijzen van knopligging onderscheiden. Hierbij hoort de volgende terminologie:
- aantallen bloemdelen
  - dimeer (bloemdelen tweetallig).
  - trimeer (bloemdelen drietallig). Voorbeelden: vooral eenzaadlobbigen
  - tetrameer (bloemdelen viertallig).
  -  pentameer (bloemdelen vijftallig). Voorbeelden: vooral tweezaadlobbigen
- knopligging
  - open (aestivatio aperta), de naburige segmenten overlappen elkaar noch raken elkaar.
  - klepsgewijs (aestivatio valvata), de naburige segmenten raken elkaar wel, maar overlappen elkaar niet. Voorbeelden: Annona, Calotropis
    - klepsgewijs ingevouwen (aestivatio induplicativa), de naburige segmenten raken elkaar en zijn ingevouwen: naar binnen gevouwen.
    -  klepsgewijs naar buiten gevouwen (aestivatio reduplicativa), de naburige segmenten raken elkaar en zijn teruggevouwen: naar buiten gevouwen.

  -  dakpansgewijs (aestivatio imbricata), de naburige segmenten overlappen elkaar dakpansgewijs. Voorbeelden: Cassia, Crotalaria
    - gedraaid dakpansgewijs (aestivatio convoluta, aestivatio contorta) (linksdekken of rechtsddekkend). Voorbeelden: Hibiscus, katoen
    - quincunciaal, in een 2⁄5 spiraal (aestivatio quincuncialis), aansluitend bij de verspreide bladstand (bladspiraal) aan de stengel
 (bijvoorbeeld tegen de klok in van links boven →  midden onder → rechts boven → links onder → rechts onder)
    -  cochleair, cochleaat (aestivatio cochlearis).
      - vicinaal cochleair, paratact.
      -  distaal cochleair, apotact.

vijftallig (pentameer)
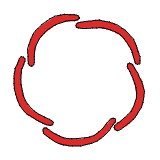
pentameer contort
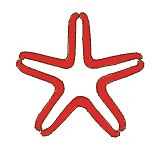
pentameer involuut
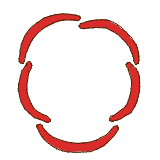
pentameer quincunciaal links boven → midden onder → rechts boven → links onder → rechts onder
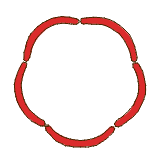
pentameer valvaat
Rosa, vijftallige bloemknop met open (apert) knopligging

drie- en viertallig (trimeer en tetrameer)
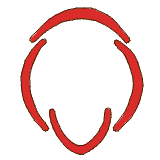
tetrameer vexillair (viertallig met vlag)
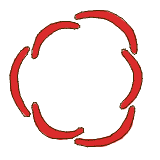
trimeer decussaat (drietallig tegenoverstaand)
Trimere bloemknop van geelster
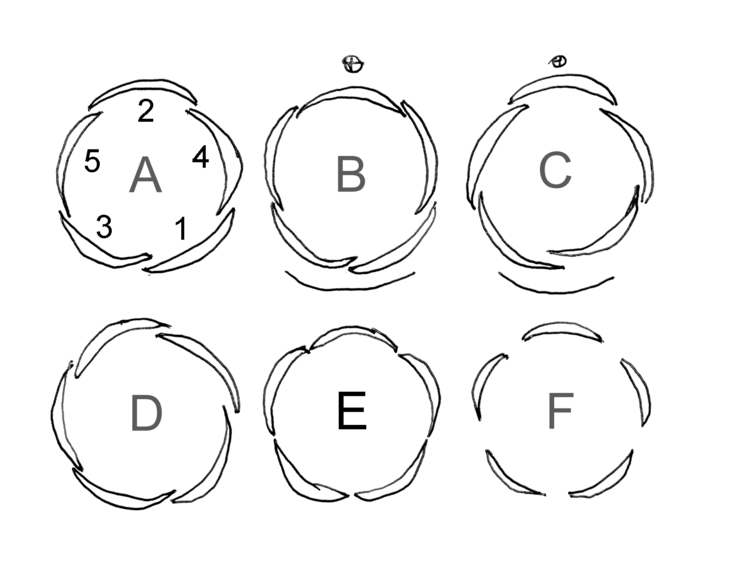
A quincunciaal, B cochleiar opstijgend, C cochleair afdalend, D contort, E vavlaat, F open.

## Schema
De term prefoliatie wordt vaak gebruikt voor de ligging van de bladeren in bladknoppen, en heeft betrekking op zowel ptyxis als vernatie. De terminologie wordt echter niet scherp gescheiden en vaak door elkaar gebruikt.
| - Fyllotaxis - spiraalsgewijs, verspreid (vlgns. rij van Fibonacci) - distich, tweerijig, 1⁄2 - tristich, drierijig, 1⁄3 - pentastich, vijfrijig, 2⁄5 - octostich, achtrijig, 3⁄8 - tegenoverstaand - decussaat, kruiswijs - alternerend, afwisselend - verticillaat, kransstandig |

| - Ptyxis - inclinaat, met de top ingebogen - circinaat, spiralig ingerold - plicaat, gevouwen als een harmonica - conduplicaat, langs de middennerf plat gevouwen - convoluut, contort, gedraaid dakpansgewijs - revoluut, bladranden teruggerold (naar beneden) - involuut, bladranden naar boven omgerold |

| - Knopligging - dimeer, bloemdelen tweetallig - trimeer, bloemdelen drietallig - tetrameer, bloemdelenviertallig - pentameer, bloemdelenvijftallig - imbricaat, dakpansgewijs, met dakpansgewijs overlappende segmenten - convoluut, contort, gedraaid dakpansgewijs - quincunciaal, in een 2⁄5 spiraal, aansluitend bij de verspreide bladstand (bladspiraal) aan de stengel - cochleair, cochleaat - valvaat, klepsgewijs, elkaar rakende segmenten - klepsgewijs ingevouwen, induplicatief, naar binnen gevouwen - klepsgewijs naar buiten gevouwen, reduplicatief - open, aperta, niet-rakende segmenten |

| - Vernatie (knopplooiing) - valvaat, klepsgewijs - imbricaat, dakpansgewijs - convoluut, contort, gedraaid dakpansgewijs - induplicaat, klepsgewijs ingevouwen - supervoluut, overlappende bladranden sterk naar boven gekruld - rijdend, equitant, elkaar omvattende, dubbelgevouwen |